# Akalabeth
Akalabeth: World of Doom, das 1980 für den Apple II erschien, wird als eines der ersten kommerziellen Computer-Rollenspiele angesehen (obwohl es als Hobbyprojekt begonnen wurde) und als ein Vorgänger der Ultima-Serie, die Richard Garriotts Karriere maßgeblich bestimmte.

## Entstehung
Das Spiel wurde im Sommer 1980 vom damals jugendlichen Garriott in BASIC für den Apple II programmiert, während er bei einem ComputerLand-Versandhändler in Clear Lake City (Texas) arbeitete (einige Quellen geben als Datum 1979 an, siehe „Erscheinungstermin“ unten). Garriott vertrieb das Spiel eigenhändig in Ziploc-Taschen, bis die California Pacific Computer Company die Rechte erwarb und dessen Vertrieb übernahm. Akalabeth, Garriotts 28. Spiel seiner Highschoolzeit, wurde sein erstes bedeutsames kommerzielles Spiel.
Bei seiner Arbeit an Akalabeth wurde Garriott maßgeblich von Dungeons & Dragons und den Arbeiten von J. R. R. Tolkien inspiriert. Das Spiel bestrebt, das Gameplay der Pen-&-Paper-Rollenspiele auf den Computer zu adaptieren. Der Spieler erhält den Auftrag von Lord British, eine Reihe von zehn immer fordernder werdenden Monstern zu vernichten. Der Name ist von Tolkiens Akallabêth, Teil des Silmarillions abgeleitet (obwohl Garriott es ursprünglich „D&D28b“ nannte, das 28. von Dungeons & Dragons inspirierte von ihm programmierte Spiel).
Der Hauptteil des Spielverlaufs findet in einem Dungeon in simpler Drahtgittergrafik in der Egoperspektive statt, mit einer schlichten Oberweltkarte und Textpassagen während der restlichen Spielzeit. Garriotts frühere Spiele, inklusive D&D28, waren ausschließlich textbasiert. Für Akalabeth fügte er erstmals Grafik für den Apple-II-Computer hinzu.
Selbstverständlich sind Gameplay und Grafik von Akalabeth von heutigen Gesichtspunkten betrachtet antiquiert, dennoch zog das Spiel sehr viel Aufmerksamkeit auf sich. Es wurden zehntausende Kopien des Programms verkauft, wobei Garriott 5 USD pro verkauftem Exemplar einnahm.
Obwohl es niemals explizit bestätigt wurde, gilt Akalabeth als der erste (oder „nullte“) Teil der Ultima-Serie, einer populären und einflussreichen Rollenspielserie. Es wurde zusammen mit den ersten acht Teilen der eigentlichen Ultima-Serie in die 1998 erschienene Ultima Collection integriert, wo es den offiziellen Spitznamen Ultima 0 erhielt. Der Version der Collection wurden CGA-Farben und MIDI-Musik hinzugefügt. Es lief auf DOS, wodurch es die erste offizielle Portierung auf ein anderes System als den Apple II wurde, wobei eine inoffizielle Fan-Version für den PC im Internet seit 1995 zu finden war.
Da die ursprüngliche Apple-II-Version von Akalabeth in BASIC geschrieben wurde, gestaltete es sich relativ unkompliziert für Anwender, den Quellcode nach eigenem Gutdünken zu modifizieren. Das magische Amulett beispielsweise, das ursprünglich unvorhersagbare Effekte auf den Protagonisten ausübte (zum Beispiel ihn in einen hochgelevelten Echsenmenschen verwandelte), konnte so modifiziert werden, dies bei jeder Anwendung zu tun. Dadurch wurde die Kraft des Avatars beinahe zur Unsterblichkeit gesteigert. Des Weiteren konnten die Attribute des Charakters, die normalerweise zu Beginn des Starts auf recht niedrige, zufällige Werte gesetzt werden, auf jeden gewünschten Wert gebracht werden.

## Erscheinungstermin
Die Mehrheit der Quellen, inklusive Garriott selbst und Origin Systems, geben als Erscheinungstermin von Akalabeth den Sommer 1979 an. Die von ihm selbst kreierten Diskettenlabel der ersten Fassung, welche er während seiner Highschoolzeit in Klarsichttüten verkaufte (es gibt kein bekanntes vollständig erhaltenes Set aus dieser Zeit, zudem wurde die Zahl dieser Verkäufe von ihm selbst mit ungefähr 15 Stück angegeben), sind jedoch deutlich mit „© Richard Garriott 1980“ gekennzeichnet. Der Erscheinungstermin 1980 und 1981 bei der California Pacific Computer Company wird nicht angefochten.

## Portierungen
Es existieren Remakes des Titels, auch weil der Quelltext des Originals verfügbar gemacht wurde ursprünglich und auch später von Origin auf deren FTP-Servern.
- für iPhone, iPod und iPad unter Mitwirkung des Originalautors Richard Garriott bei AkalabethApp.com
- für J2me-Handys von dimjon